# Microxydia adoxa
Microxydia adoxa är en fjärilsart som beskrevs av Louis Beethoven Prout 1910. Microxydia adoxa ingår i släktet Microxydia och familjen mätare. Inga underarter finns listade i Catalogue of Life.